# سوزي كينغ
سوزي كينغ (بالبرتغالية: Suzy King‏) هي راقصة وممثلة برازيلية، ولدت في 28 أغسطس 1917 في البرازيل، وتوفيت في 1 أغسطس 1985.